# The Libertines
The Libertines es una banda de rock británico cuyo estilo se clasifica como post-punk revival. La banda alcanzó su mayor fama al comienzo de la década de los 2000, encabezando el movimiento revival del garage rock de ese tiempo. La banda se centra en el dúo compositivo de Pete Doherty (voz/guitarra rítmica) y Carl Barât (voz/guitarra principal), junto con John Hassall (bajo) y Gary Powell (batería).
Si bien al principio su éxito comercial fue limitado, la banda alcanzó posteriormente un sencillo n.º 2 y un álbum n.º 1 en las listas británicas. A pesar de ello, el éxito musical de la banda se vio eclipsado por sus permanentes conflictos internos, muchos de los cuales fueron causados por el uso continuo de drogas por Doherty, causando la separación de la banda. Los miembros de The Libertines han formado varias bandas, con variados resultados de éxito comercial y crítico.
En el 2010 The Libertines anunciaron su regreso para participar en los festivales de Reading and Leeds, donde simultáneamente se grabó un documental de la banda mientras hacían los preparativos para los conciertos; el documental fue llamado There Are No Innocent Bystanders.

## Historia

### Comienzos de la banda (1997-2001)
Los miembros fundadores de The Libertines, Pete Doherty y Carl Barat, se conocieron cuando Carl Barat estudiaba arte dramático en la Universidad de Brunel en Uxbridge y compartía un piso en Richmond con Amy Jo-Doherty, la hermana mayor de Pete Doherty. Carl Barat abandonó su curso de teatro dos años después. Doherty abandonó su curso de literatura Inglesa en el Queen's Mary, Universidad de Londres, después de solo un año, y se mudaron a un piso juntos en Camden Road, en el norte de Londres, al que llamaron "The Delaney Residence".
Ellos formaron una banda con su vecino Steve Bedlow, comúnmente conocido como "Scarborough Steve", y la llamaron a la banda The Strand, posteriormente descartarían este nombre por The Libertines, nombre el cual tomaron de la obra de Marques de Sade the School of Libertinism. Más tarde conoció a John Hassall y Johnny Borrell, quien toco el bajo con The Libertines por un corto período. Muchos de sus primeros conciertos tuvieron lugar en el piso compartido por Doherty y Barat.
En marzo de 2000, The Libertines se reunieron con Banny Poostchi, abogada de Warner Music Publishing Chappell. Al reconocer su potencial, asumió un papel activo en la gestión de la banda. Grabaron "Legs XI", un conjunto de sus mejores 8 pistas a la vez (y después hicieron grabación la cual nunca salió a la luz legalmente aunque se puede encontrar una versión pirata muy popular entre los fanes). Sin embargo, en diciembre de 2000, aún no se había firmado un contrato y esto causó que Dufour, Hassall y Pootschi se separaran de The Libertines.
El éxito posterior de The Strokes, banda con un estilo similar al de The Libertines hizo que Poostchi reconsiderara y formara un plan (llamado "Plan A") para conseguir que The Libertines firmaran para Rough Trade Récords dentro de los siguientes 6 meses. En este período, Barat y Doherty escribieron muchas de las canciones que acabaron en álbum Debut. Gary Powell fue reclutado para tocar la batería. El 1 de octubre de 2001, Pete Doherty y Carl Barat dieron un Show para James Endeacott de Rough Trade Récords. Después de Borrell no pudo asistir a este importante ensayo, Carl Barat y Pete Doherty le llamaron por teléfono para descubrir que estaba de gira con otra banda. Endeacott apoyo a la banda y los llevó a dar una presentación para los jefes de Rough Trade Récords, Geoff Travis y Jeanette Lee, el 11 de diciembre de 2001. Luego de esa presentación consiguieron el contrato el cual se firmó oficialmente el 21 de diciembre de 2001.

### Up the Bracket (2002)
Con una alineación más permanente, comenzaron a dar más conciertos y fueron teloneros de The Strokes y de The Vines. Su éxito les cosechó gran cobertura mediática, especialmente de la revista NME y en canales televisivos
La banda lanzó su primer sencillo, What A Waster, en 2001, siendo catalogados por la revista NME la "mejor banda de Inglaterra". Se consolidaron con su segundo sencillo, I Get Along y el lanzamiento de su primer álbum en 2002: Up The Bracket el cual logró entrar en el top 40 del Reino Unido alcanzando la posición #35 y recibió críticas excelentes por parte de los medio especializados.
Este disco, producido por Mick Jones, exguitarrista de The Clash. conmocionó a la escena londinense por sus potentes canciones. Las presentaciones en vivo de The Libertines se caracterizaban por su actitud irreverente y su potente y ruidosa música

### Problemas (2003)
En junio de 2003, Doherty no se presenta a varias fechas de la gira europea de la banda, al cumplir fechas con su otra banda y de similar popularidad a the libertines que había formado: Babyshambles. Las relaciones entre él y Barat comienzan a tornarse difíciles. Unos meses después, Doherty es arrestado por irrumpir en casa de Barât y robar algunos instrumentos y un ordenador, mientras los restantes Libertines estaban de gira en Japón. Doherty se declara culpable, además de confesar que es adicto a la heroína y a otras drogas como el crack. Fue liberado en octubre por su buen comportamiento y volvió a tocar con la banda.
En 2004, Pete Doherty aparece cantando en el sencillo de su amigo Wolfman, For Lovers. En abril sale a la venta un disco de edición limitada de Babyshambles. Doherty entra a rehabilitación, cancelando presentaciones de The Libertines en festivales como el de Glastonbury porque decide dejar sus adicciones e intentar recuperar "el tiempo perdido", por sus fanes. Tras un arresto más en julio por mal comportamiento en público, la banda anuncia que Pete Doherty seguirá con ellos, siempre y cuando se tranquilice un poco.

### The Libertines (2004)
El segundo álbum de la banda, titulado simplemente The Libertines, aparece en agosto, debutando en el número 1 en las listas inglesas, así mismo alcanzaron el número 2 con su primer sencillo Can't Stand Me Now (que es un recuento de las peleas entre los dos cabecillas de la banda, Carl Barât y Pete Doherty). Con este disco, también producido por Mick Jones, se consolidan como una de las agrupaciones más importantes del Reino Unido, compitiendo en popularidad con los mismos Radiohead. Un segundo sencillo, What Became Of The Likely Lads, también llegó a las listas de popularidad, mientras se desataba un nuevo escándalo.
Pete Doherty reincidía en sus problemas legales, siendo culpable de portar una navaja que había comprado de souvenir. A mediados de agosto, The Libertines comienzan una gira norteamericana sin Doherty, mientras este último hace apariciones públicas con Babyshambles, llegando a las listas de popularidad con el sencillo Killamangiro. La gira de The Libertines se extiende en septiembre y octubre, llegando a tocar en Brasil. En septiembre, el dueto femenino de música electrónica Client lanza su álbum City, en el que se escuchan colaboraciones de Doherty y Barât.
A principios de noviembre, la prensa inglesa difunde el rumor de la separación total de Doherty. Por esas mismas fechas, Barât anuncia que "es probable que deje The Libertines". 
The Libertines tocaron su último show en París el 17 de diciembre de 2005, sin Doherty. Barât, en medio de un clima de confusión y bombardeo de rumores, decidió disolver The Libertines mediado ese mes, pues ya no quería tocar bajo ese nombre. Carl Barât y el batería Gary Powell, formaron Dirty Pretty Things, hasta su separación en 2008, y el bajista John Hassal, toca en su propia banda, Yeti.
Queriendo lanzar un último disco marcando el final del grupo se lanzó el 29 de octubre de 2007 el álbum recopilatorio Time for Heroes – The Best of The Libertines el cual alcanzó el #23 en las listas británicas.

### El regreso (2010)
El 29 de marzo de 2010, se anunció que The Libertines regresaría para los Festivales Reading & Leeds en el 2010. Ello fueron los invitados especiales de los estelares Arcade Fire el viernes 27 de agosto en Leeds y el sábado 28 de agosto en Reading. Después del anuncio, la banda dio una conferencia de prensa el 31 de marzo de 2010 en el Boogaloo pub para anunciar su regreso. La conferencia de prensa luego se convirtió en un concierto de "guerrilla improvisada" con la banda tocando muchas de sus viejas canciones.
En el 2011 se realizó un documental de la banda en torno a su presentación en el Festival Reading & Leeds llamado "The Libertines: There Are No Innocent Bystanders" (The Libertines: No Hay Testigos Inocentes) realizado por el director Roger Sargent. 
En 2014 lanzaron una continuación de este documental, con una duración de tan solo 15 minutos, en el cual se encuentran declaraciones de los cuatro miembros de la banda, fotografías icónicas y videos.

### Reunión (2014)
El 28 de abril de 2014 The Libertines confirmaron su regreso como Headliners del festival British Summer Time que se llevó a cabo en el Hyde Park de Londres el 5 de julio de 2014, el show contó con distintos incidentes por parte del público, quienes hicieron parar el concierto en distintas oportunidades.
El 12 de mayo de 2014 se les vio ensayando en una plaza de Barcelona, interpretando una canción llamada "The Domestic" que es una de las primeras canciones de la Banda.
También tocaron para el festival de Benicàssim y cinco conciertos más en distintas ciudades europeas, por ejemplo en Lisboa, en el que acudieron como cabezas de cartel al festival de música Optimus Alive.
En el último concierto, el pasado viernes 26 de septiembre de 2014, Pete Doherty anunció a la audiencia que posiblemente podrían grabar pronto un nuevo material.
Mientras Peter Doherty se encontraba en un centro de rehabilitación en Tailandia el 5 de diciembre de ese año, The Libertines firmó allí con la discográfica Virgin Records para grabar su tercer disco en el 2015.
En enero de 2015 se anunció que Doherty había completado con éxito su tratamiento de rehabilitación en el Centro de Rehabilitación de la Esperanza en Tailandia, y se había unido a sus compañeros de la banda en la grabación de su tercer álbum de estudio. En ese mismo mes, también se reveló que The Libertines sería cabeza de cartel del festival T in the Park en Escocia y del Low Festival de Benidorm, donde actuarán del 24 al 26 de julio de 2015.
En mayo de 2015 se anunció que The Libertines serán cabeza de cartel del festival Corona Capital que se realizará en el mes de noviembre de 2015 en la Ciudad de México.
En 2017, los Libertines comenzaron su concierto en Prenton Park permitiendo que el líder del Partido Laborista y candidato a primer ministro, Jeremy Corbyn, pronunciara un discurso en el período previo a las elecciones generales del Reino Unido de 2017. En 2019, los Libertines anunciaron su gira "On the Road to the Wasteland". La gira incluyó un recorrido navideño de nueve fechas por el Reino Unido en diciembre, junto con espectáculos en Francia, Alemania, Luxemburgo, Bruselas y los Países Bajos en octubre y noviembre.
The Libertines abrieron el Festival de Glastonbury en 2022 y celebraron el vigésimo aniversario del lanzamiento de Up The Bracket con una edición de lujo que incluye grabaciones en vivo y antiguas. El 13 de octubre de 2023 la banda lanzó su primer sencillo en ocho años, además de anunciar que su nuevo álbum All Quiet on the Eastern Esplanade llegará el 8 de marzo de 2024. Para celebrar el anuncio del nuevo álbum, la banda anunció "La Gira de Albionay". Una gira íntima por clubes que se agotó en segundos.

## Integrantes

### Formación actual
- Pete Doherty - vocalista, guitarra
- Carl Barât - vocal de apoyo, guitarra
- John Hassall - bajo, vocal de apoyo
- Gary Powell - batería

### Exintegrantes
- Steve Bedlow "Scarbough Steve" - vocal de apoyo, bajo (? - ?)
- Johnny Borrell - vocal de apoyo, bajo (? - ?)
- Paul Dufour - batería (? - ?)

## Discografía

### Álbumes de estudio
- 2002: "Up the Bracket"
- 2004: "The Libertines"'
- 2015: "Anthems for Doomed Youth"
- 2024: "All Quiet on the Eastern Esplanade"

### EP
- 2003: "Time for Heroes"
- 2003: "I Get Along"
- 2003: "Don't Look Back Into the Sun"

### Compilaciones
- 2004: "The Observer Exclusive 5 Track CD"
- 2005: "What Became of the Likely Lads"
- 2007: "Time for Heroes – The Best of The Libertines"